# Джухерич, Исмет
Исмет Джухерич (сербохорв. Исмет Ђухерић / Ismet Đuherić, родился 14 марта 1949) — боснийский солдат, командовавший отдельной мусульманской ротой имени Меши Селимовича в составе 1-го Краинского корпуса Армии Республики Сербской. Является одним из немногих мусульман, сражавшихся в годы гражданской войны в Югославии на стороне сербов.

## Краткая биография
В годы существования СФРЮ Джухерич служил в Югославской народной армии и дослужился до звания армейского капитана. Также он был фактическим главой деревни Сиековац. Он не принял распад Югославии и в 1992 году в августе в деревне Кулина (община Дервента) по его инициативе был образован вооружённый отряд мусульман, верных Республике Сербской. Отряд получил официальное название Отдельная мусульманская единица «Меша Селимович», в нём насчитывалось 120 человек: в основном мусульмане из общин Брод и Дервента, а также некоторые сербы и хорваты. Помощь Джухеричу оказывал полковник Югославской народной армии Славко Лисица, командовавший 3-й тактической группой Армии Республики Сербской. Отряд имени Меши Селимовича вошёл в состав 27-й моторизованной Дервентской бригады.
Несмотря на то, что боснийцев в годы гражданской войны сербы изгоняли с их земель, этот отряд был лоялен Республике Сербской: Лисица оказывал всю посильную помощь мирным боснийцам и принимал некоторых в отряд. Джухерич, верный югославской военной присяге, выступал за восстановление Югославии и считал Республику Сербскую правопреемником Социалистической Югославии. Тем не менее, деятельность отряда до сих пор остаётся окутанной тайнами. В 2012 году сараевская газета Dnevni avaz призвала начать суд над боснийцами, воевавшими в составе сербских вооружённых формирований, которые могли быть причастными ко многим военным преступлениям, совершённым солдатами Армии Республики Сербской.
В настоящее время Исмет Джухерич проживает с супругой Ханумицей в деревне Сиековац около города Босански-Брод. Вместе со своей дочерью он работает в нефтедобывающей компании в Броде. Считается, что только их семья была единственной, которая провела всё военное время в Сиековаце (не считая дней, когда они укрывались в Дубочаце и Кобасе). Также он является председателем Скупщины в общине Брод. Джухерич не признаёт себя виновным в военных или политических преступлениях и убеждён, что Армия Республики Сербской восстанавливала территориальную целостность распавшейся страны.